# Puente de Tiberio
El puente de Tiberio  de Rímini es un antiguo viaducto romano que atraviesa el río Marecchia (italiano: Marecchia). Su construcción fue comenzada en el 14 a. C., bajo el gobierno de Augusto, y finalizó durante el imperio de Tiberio en 21 d. C. El puente forma parte del escudo de la ciudad.
Construido en piedra de Istria, como el Arco de Augusto local, comparte con este monumento una cierta austeridad, no exenta de armonía. La estructura está formada por cinco arcos de medio punto, cuyo tamaño aumenta a medida que se acercan al centro.
Del puente partían dos célebres calzadas romanas, la vía Emilia, que llegaba hasta Piacenza, y la vía Popilia, que conducía a Rávena.
El puente de Tiberio fue el único de los que atraviesan el Marequia que no fue destruido por las tropas alemanas durante la Segunda Guerra Mundial. 

## Galería

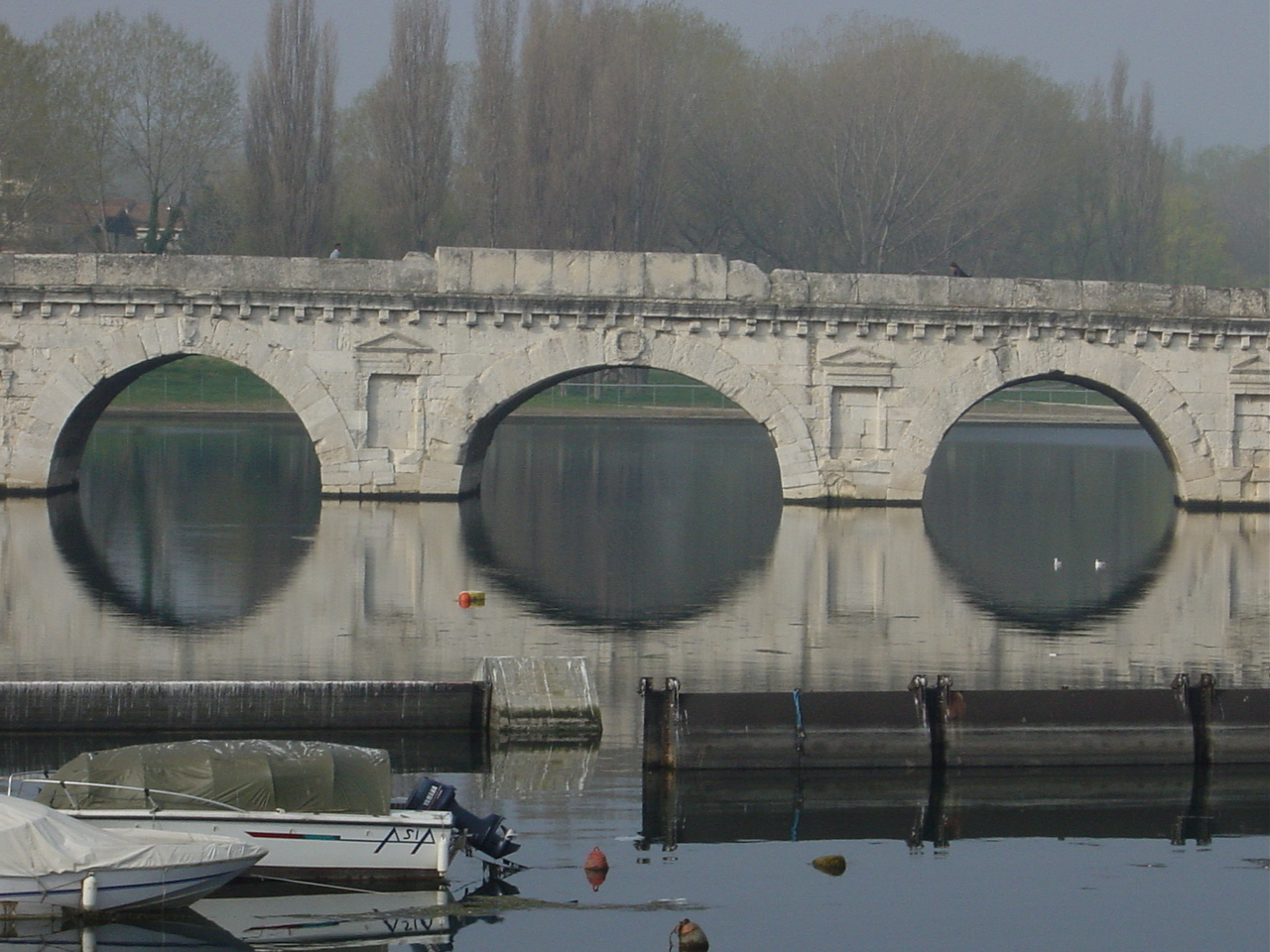
El puente y el río Marequia
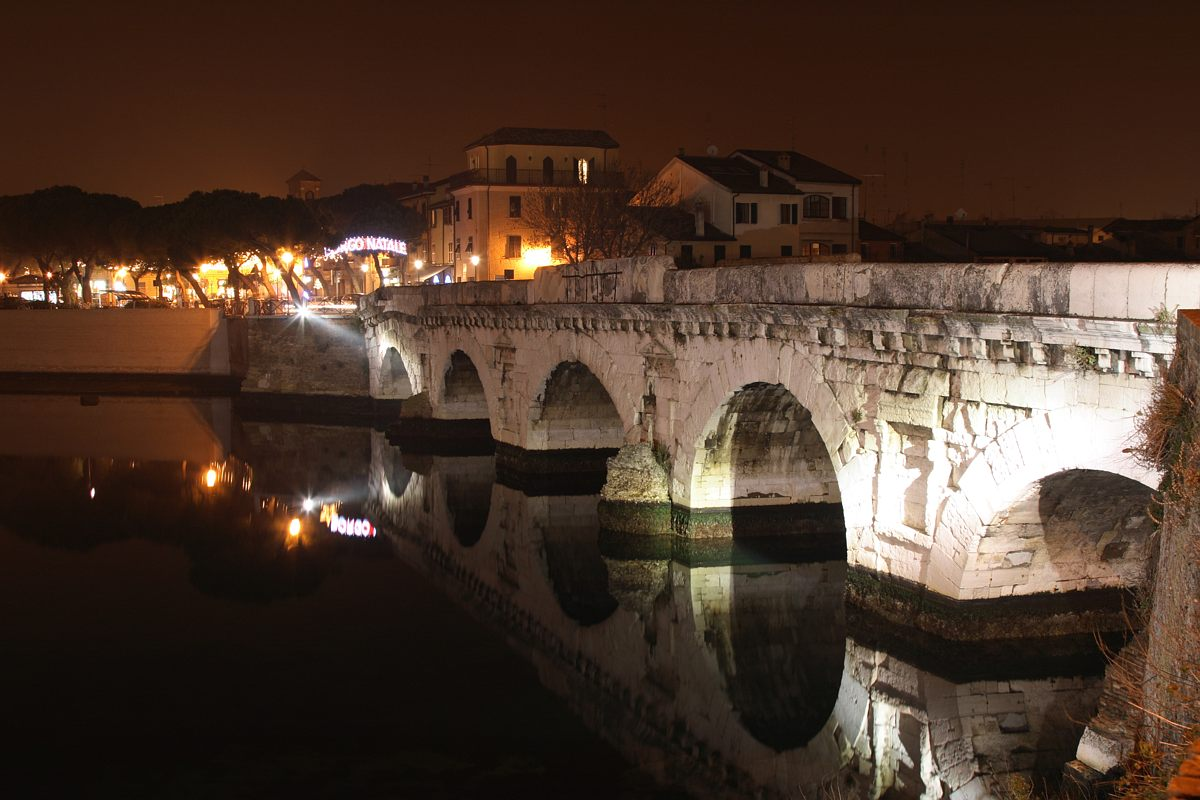
El puente iluminado de noche
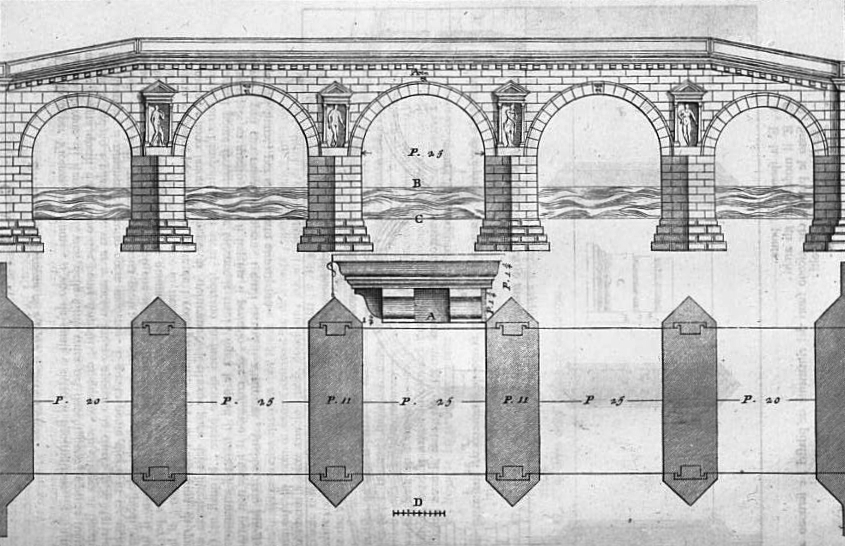
Reconstrucción del puente por Andrés Paladio
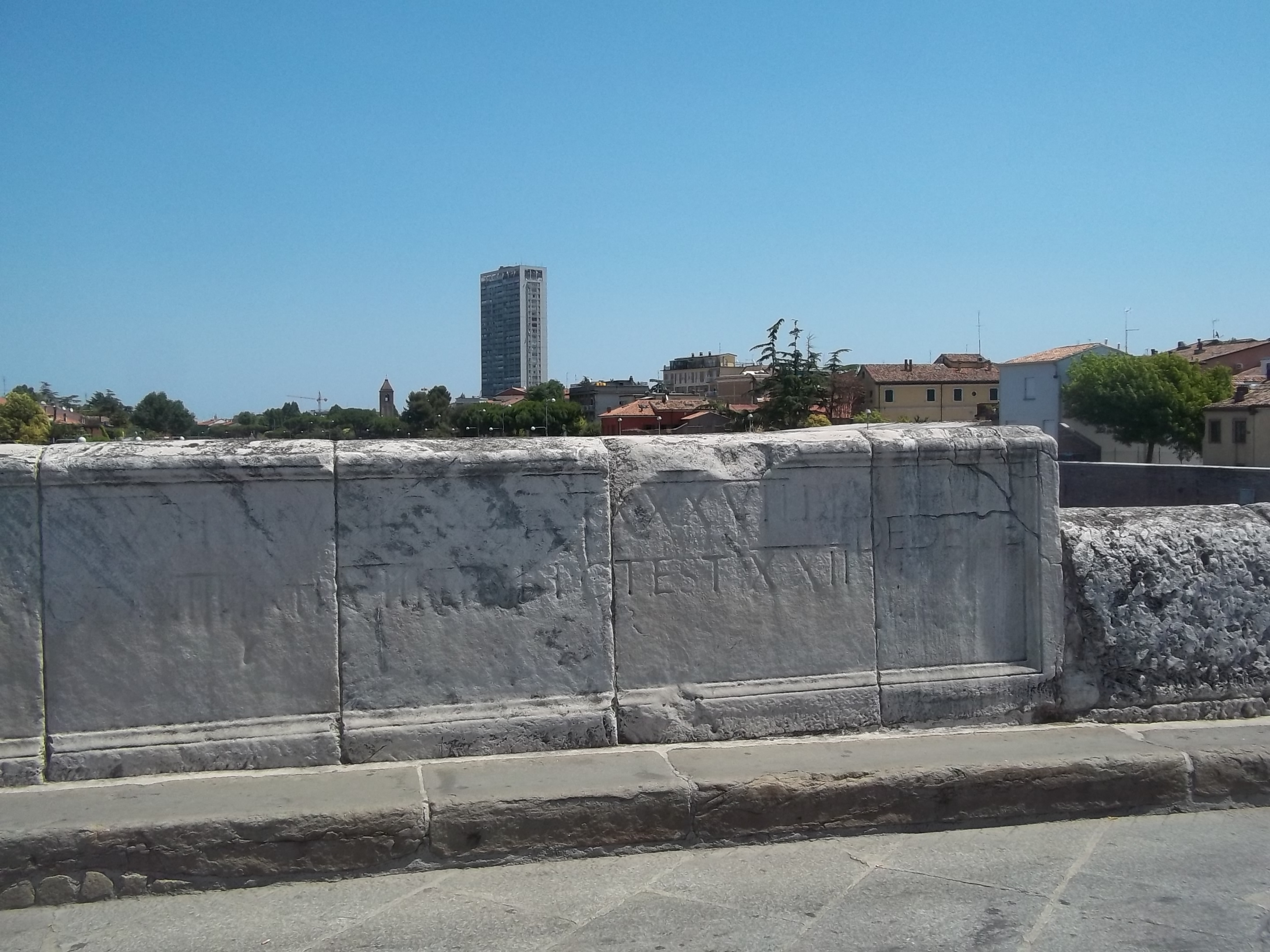
Inscripción dedicatoria que nombra a Augusto y Tiberio como edificadores del puente